# District judiciaire de La Bañeza
Le district judiciaire de La Bañeza est un district judiciaire espagnol de la province de León en Castille et León (Espagne).

## Liste des communes
Communes du district judiciaire : 
- Alija del Infantado
- Bercianos del Páramo
- Castrillo de la Valduerna
- Castrocalbón
- Castrocontrigo
- Cebrones del Río
- Destriana
- La Antigua
- La Bañeza
- Laguna Dalga
- Laguna de Negrillos
- Palacios de la Valduerna
- Pobladura de Pelayo García
- Pozuelo del Páramo
- Quintana del Marco
- Quintana y Congosto
- Regueras de Arriba
- Riego de la Vega
- Roperuelos del Páramo
- San Adrián del Valle
- San Cristóbal de la Polantera
- San Esteban de Nogales
- San Pedro Bercianos
- Santa Elena de Jamuz
- Santa María de la Isla
- Santa María del Páramo
- Soto de la Vega
- Urdiales del Páramo
- Valdefuentes del Páramo
- Valdevimbre
- Villamontán de la Valduerna
- Villazala
- Zotes del Páramo